# Simone Fontana
Simone Fontana (Pieve di Cadore, 7 maggio 1991) è un bobbista italiano.

## Biografia
Nel 2014 partecipa alla XXII edizione dei Giochi olimpici invernali a Soči nella specialità del bob a quattro con Simone Bertazzo, Francesco Costa e Samuele Romanini, chiudendo in dodicesima posizione.
Nel corso della stessa olimpiade prese parte anche alla gara di bob a due con Bertazzo, chiudendo in sedicesima piazza. 
Quattro anni dopo, a Pyeongchang 2018, giunse ventisettesimo nella gara a quattro con Bertazzo, Costa e Lorenzo Bilotti.

## Palmarès

### Coppa Europa
- 8 podi (tutti nel bob a quattro):
  - 4 vittorie;
  - 3 secondi posti;
  - 1 terzo posto.